# ファビオ・バルダート

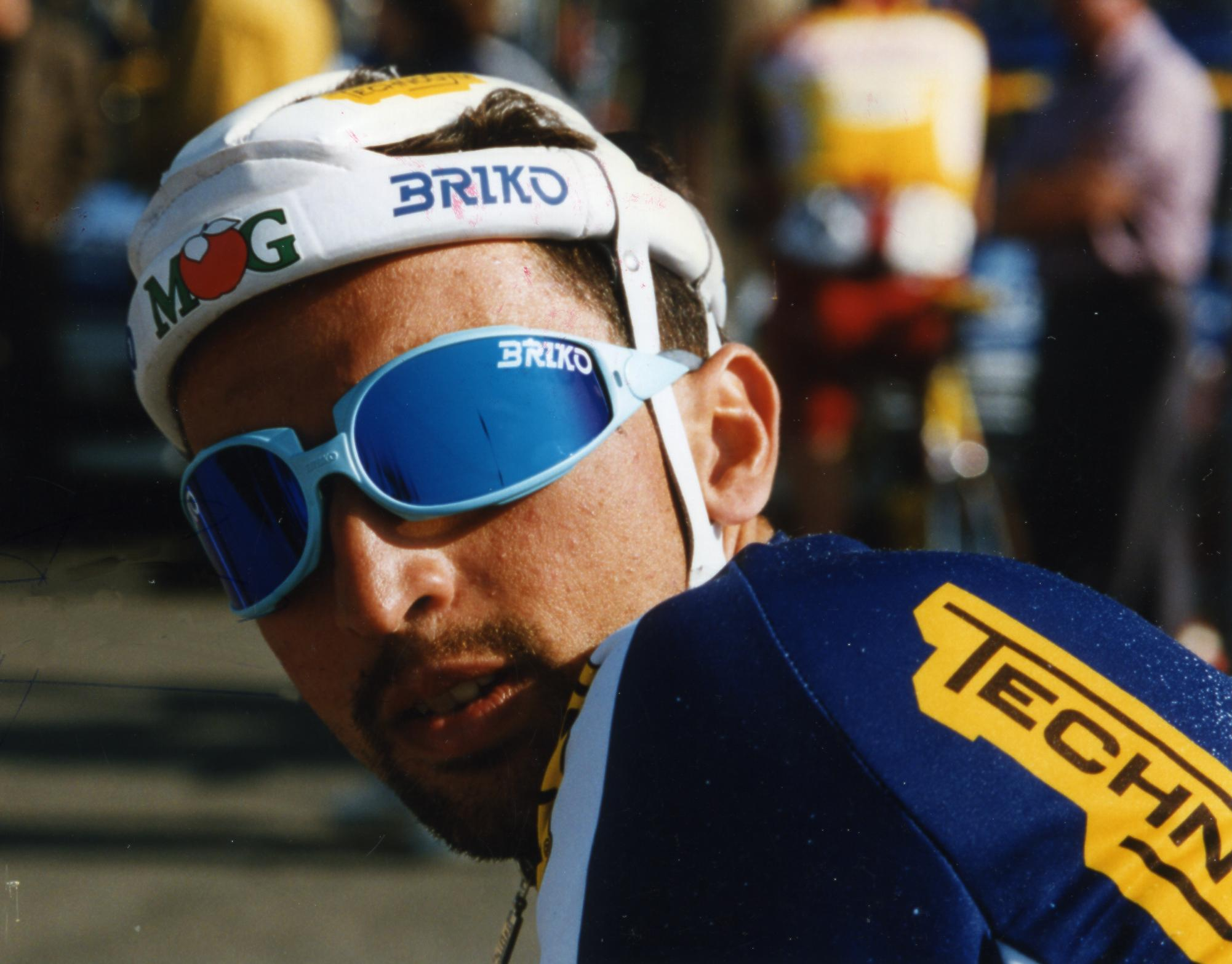
ファビオ・バルダート

ファビオ・バルダート （Fabio Baldato、1968年6月13日 - ）は、イタリア出身の元自転車プロロードレース選手。1991年プロ入り。ステージレースの平地ステージや、クラシックレースを狙う典型的なスプリンター。通算45勝。愛称は「バルドー（Baldo）」。現在はBMCチームの助監督を務める。

## 所属チーム
- 1991年　デルトンゴMG
- 1992～94年　GB-MG
- 1995～97年　MGテクノジム
- 1998年　リゾスコッティ-MG-アイワ
- 1999年　バッラン
- 2000～02年　ファッサボルトロ
- 2003年　アレッシオ
- 2004年　アレッシオ-ビアンキ
- 2005年　ファッサボルトロ
- 2006年　テナックス
- 2007～2008年　ランプレ-フォンディタル

## 経歴
活躍は1993年のジロ・デ・イタリアに始まる。この年のGB-MGチームはマリオ・チポリーニ、ヨハン・ムセウといった最強スプリンターが所属しており、春先から快進撃を続けていた。しかし、ツール・ド・フランスに照準を合わせた二人は消耗することを避け揃ってジロを欠場。このため平地区間のゴールスプリントの担当として抜擢された。
古豪フランコ・キオッチョリ の全面的アシストもあり、アドリアーノ・バッフィ、マウリツィオ・フォンドリエスト、ディミトリ・コニシェフといった強豪を相手に互角の戦いを繰り広げた。　最終的なポイントではバッフィやフォンドリエストに及ばないものの、最終区間のミラノを含む区間3勝を上げてチポリーニの代役としては充分な働きをアピールした。
94年はパリ～ニースで2勝を上げるなど好調な滑り出しであったが、パリ〜ルーベではアンドレイ・チミルに及ばず2着。ジロでも2着止まりを繰り返し区間優勝は得られなかった。
95年はロンド・ファン・フラーンデレンで好走するが圧倒的な力を見せるヨハン・ムセウに及ばずまたも2位に泣いた。初出場のツール・ド・フランスでは第1ステージで勝利するも落車で負傷、リタイアする。
96年のロンド・ファン・フラーンデレンではチームメイトのミケーレ・バルトリが逃げを成功させてしまったため抑えに回り、またも2着、ヘント～ウェヴェルヘムでも3位に終わる。　一方ツール・ド・フランスではエリック・ツァベルやフレデリック・モンカッサン、イェロン・ブライレーヴェンスといった強豪に阻まれるシーンが多かったが、最終区間シャンゼリゼでこれらの強豪を抑え勝利を挙げ、ポイント賞でも3位に入った。この年はブエルタ・ア・エスパーニャでも区間2勝を上げ、ついに3大ツールの全てで区間優勝を達成した。
97年は勝利なしに終わり、翌年には同チームになった強豪スプリンターニコラ・ミナーリ の機関車役を務めるなどの屈辱も味わうが、ドイツのセミクラシックレース、ルント・ウム・デン・ヘニンガー＝トゥルム（フランクフルトＧＰ）で勝利を挙げ、ようやく万年二位を返上した。
2000年にはミラノ～サンレモでツァベルに敗れまたも2位、ジロでは落車により鎖骨と骨盤を折る重傷を負うなど不運に付きまとわれるが、ＨＥＷサイクラシックカップで3位となり、不屈の復活劇を見せた。
この後メジャーレースでの勝利からは遠ざかるが2003年のジロ・デ・イタリアでは久々に区間1勝 を上げている。
2006年には一旦格下のプロコンチネンタルチームに移籍するが、翌2007年にはすぐにプロツアーチームに復帰。2008年も現役選手最年長となる40歳を迎える高齢にもかかわらず契約更新した。　かつてなら強制的に引退させられていた年齢での契約はバルダートの実力とチームの期待の高さを物語るものである。　この期待に応え、2007年にはUCIヨーロッパツアー2006-2007のOesterreich-Rundfahrtで区間優勝。　2008年にはパリ〜ルーベを10位で完走し、最後まで北のクラシックでの強さを見せ付けた。
　2008年のパリ〜ツールが引退レースの予定だったが、8月に行われたエネコ・ツアーで落車して鎖骨を骨折。回復が見込めないためこれが実質の引退レースとなった。

## 主な成績

### グランツール
- 1993年　ジロ・デ・イタリア3勝
- 1995年　ツール・ド・フランス1勝
- 1996年　ツール・ド・フランス1勝　ポイント賞3位　ブエルタ・ア・エスパーニャ2勝
- 2003年　ジロ・デ・イタリア1勝

### ステージレース
- 1994年　パリ～ニース2勝
- 1995年　パリ～ニース1勝
- 1998年　ツール・ド・ロマンディ1勝
- 2000年　パリ～ニース1勝
- 2003年　エトワール・ド・ベセージュ1勝・総合優勝

### ワンデーレース
- 1996年　コッパ・ベルノッキ優勝
- 1998年　ヘニンガー・トルム・フランクフルト優勝
- 2002年　トロフェオ・パンタリカ優勝